# 玉河庵
玉河庵，是一座清代建筑，位于北京市东城区东不压桥胡同南口西侧，建于清代。已列为北京市文物保护单位。

## 保护
2021年8月19日，玉河庵公布为第九批北京市文物保护单位，编号9-10。